# Émile Mâle

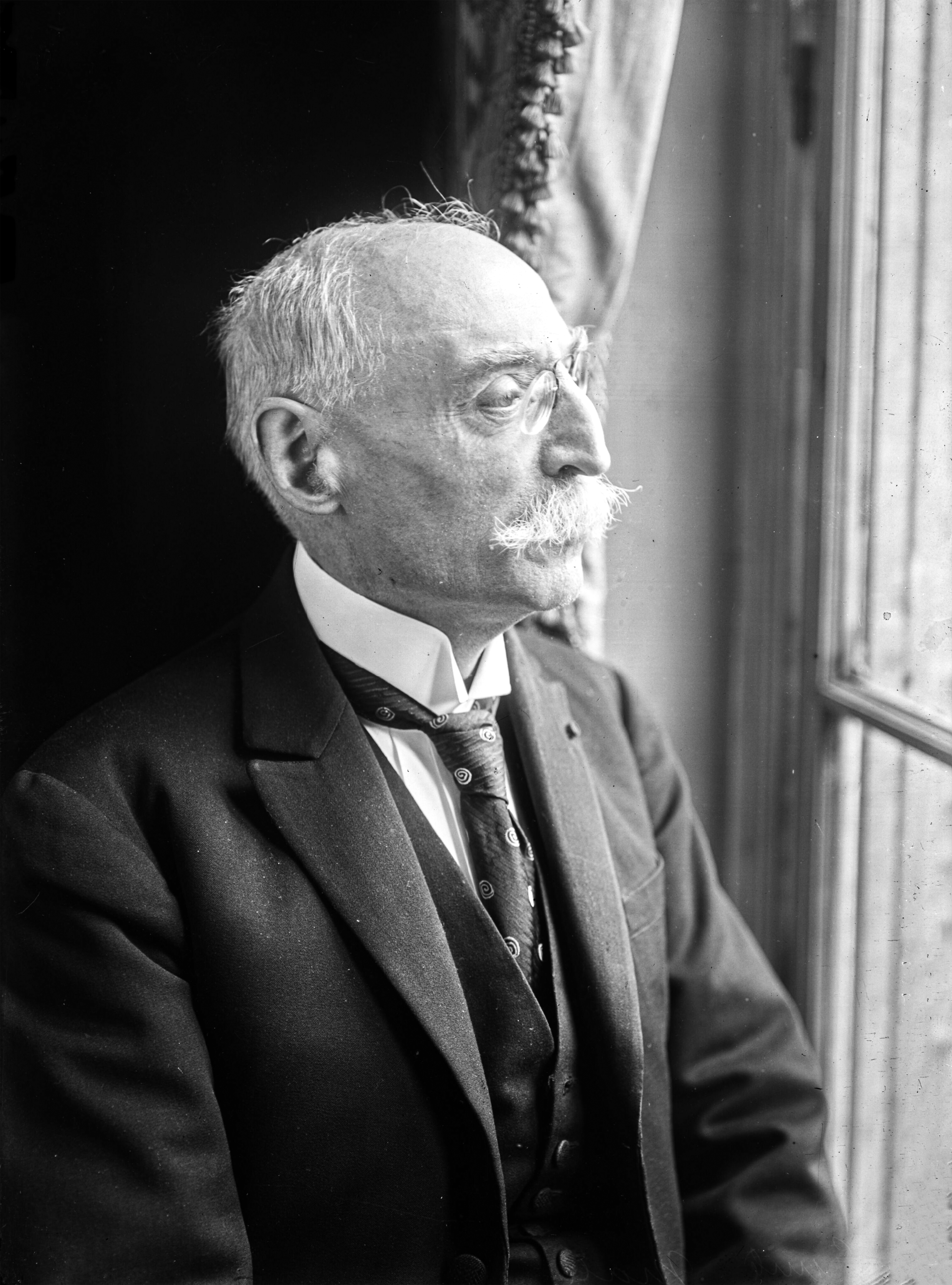
Émile Mâle

Émile Mâle (* 2. Juni 1862 in Commentry, Département Allier; † 6. Oktober 1954 in Fontaine-Chaalis, Département Oise) war ein französischer Kunsthistoriker.

## Leben
Im Jahr 1899 schloss Mâle sein Studium an der École normale supérieure mit seiner Dissertation L'art religieux du XIIIe siècle en France ab. Von 1906 an lehrte er an der Sorbonne, an der er 1912 den Lehrstuhl für Kunstgeschichte übernahm. 1923 berief man Mâle zum Nachfolger von Louis Duchesne als Leiter der École française in der Palazzo Farnese in Rom. Mâle hatte dieses Amt bis 1937 inne und kehrte dann nach Frankreich zurück. Bereits 1927 wurde er als Nachfolger von Jean Richepin in die Académie française gewählt (Fauteuil 2). Nach seinem Tod 1954 nahm François Albert-Buisson dort seinen Platz ein.

## Mitgliedschaften
Émile Mâle war Mitglied der
- Académie des Inscriptions et Belles-Lettres (1918)
- Académie française
- Königliche Akademie der Wissenschaften und Schönen Künste von Belgien (1922)[2]
- Royal Academy of Arts
- British Academy[3]

## Ehrungen
Émile Mâle war  Grand officier der Ehrenlegion

## Werke (Auswahl)
- Émile Mâle: L'Art religieux du xiiie siècle en France, thèse pour le doctorat ès-lettres, 1899.
  - Émile Mâle: Die kirchliche Kunst des XIII. Jahrhunderts in Frankreich. Studie über die Ikonographie des Mittelalters und ihre Quellen [Übers.: Lorenz Zuckermandel], 1907. [Autorisierte Übersetzung]
  - Émile Mâle: Die Gotik. Kirchliche Kunst des XIII. Jh. in Frankreich. [Übers.: Gerd Betz]. Belser, Stuttgart/Zürich 1986. ISBN 3763017399 (ISBN 9783763017393). [Mit Bibliographie u. biographischem Abriss]
- Emile Mâle: Studien über die deutsche Kunst. Herausgegeben von Otto Grautoff mit Entgegnungen von Paul Clemen, Kurt Gerstenberg, Adolf Göze, Cornelius Gurlitt, Arthur Haseloff, Rudolf Kautzsch, H. A. Schmid, Josef Strzygowski, Géza Supka, Oskar Wulff. Leipzig 1917
- L'art religieux du XIIe siècle en France. Étude sur les origines de l'iconographie du moyen âge. Colin, Paris 1922.
- Jean Bourdichon. Les heures d'Anne de Bretagne. Bibliothèque Nationale. (Manuscrit latin 9474) (= Verve. Bd. 4, = 14/15, 1946, ISSN 1145-8720). Texte par Émile Mâle. Légende par Edmond Pognon. Verve, Paris 1946.
- Notre-Dame de Chartres. Photographies de Pierre Devinoy. Hartmann, Paris 1948.